# James Melville Babington
James Melville Babington (Hanley House, 31 luglio 1854 – Kelso, 15 giugno 1936) è stato un generale britannico.
Ufficiale di cavalleria dell'esercito britannico, dopo essersi distinto durante la seconda guerra boera, partecipò alla prima guerra mondiale al comando di reparti di fanteria sul fronte occidentale. Nel novembre 1917 venne trasferito sul fronte italiano al comando di una divisione e poi di un corpo d'armata britannico con il quale combatté con successo nella battaglia di Vittorio Veneto.
Una fotografia del generale Babington venne scelta da Paul McCartney e utilizzata dai Beatles come ritratto del fittizio "Sgt. Pepper" per l'album Sgt. Pepper's Lonely Hearts Club Band del 1967.

## Biografia
Babington era nato in Scozia a Hanley House, Corstorphine, il 31 luglio 1854 da William Babington (1826-1913) e Augusta Mary Melville (1832-1913). Intrapresa la carriera militare, nel 1873 Babington venne promosso sottotenente del 16th Lancers, reggimento di cavalleria conosciuto come gli Scarlets. Dal 1877 al 1880 fu aiutante maggiore del reggimento e nel 1884 accompagnò il generale Charles Warren nella Spedizione nel Bechuanaland dove ottenne una menzione ufficiale per il servizio prestato. Dal gennaio 1889 al luglio 1890, Babington, promosso capitano, fu l'aiutante di campo del generale Evelyn Wood durante il periodo di comando di quest'ultimo ad Aldershot, sede del principale campo di addestramento del British Army. Questa assegnazione fu per Babington un'occasione preziosa per acquisire una educazione militare moderna ed anche un riconoscimento delle sue qualità: il generale Evelyn Wood infatti sceglieva solo gli ufficiali più abili a far parte del suo entourage. Dopo essere ritornato, con il grado di maggiore al servizio nel reggimento, nel 1892 Babington prese il comando del 16th Lancers. Dal 1896 al 1899 fu assistente aiutante-generale in India, mentre dopo il ritorno in Gran Bretagna divenne capo di stato maggiore della Cavalry Brigade ad Aldershot.
Durante la seconda guerra boera Babington, promosso maggior generale, comandò inizialmente la 1st Cavalry Brigade, dipendente dal comando della divisione di cavalleria del generale John French, ma ebbe rapporti non buoni con il feldmaresciallo Frederick Roberts. Il comandante in capo britannico lo considerava "un tipo tanto 'difficile' da far perdere ogni energia ai reggimenti" e lo rimosse dal comando sostituendolo con il generale Robert Broadwood; corse voce che la sua sostituzione fosse stata causata anche dall'amicizia di Babington con il generale Redvers Buller, acceso rivale del feldmaresciallo Roberts. Nonostante questi problemi iniziali, Babington ritornò in servizio nella seconda parte della guerra boera dove ebbe finalmente modo di mostrare le sue capacità e la sua esperienza nella organizzazione e nell'impiego della cavalleria e delle truppe montate. Alla guida di una delle nuove colonne mobili di truppe montate organizzate dal feldmaresciallo Horatio Kitchener per fronteggiare la guerriglia boera, Babington ottenne molte vittorie locali in Sudafrica e divenne apprezzato dai suoi superiori e temuto dagli avversari boeri. Babington lasciò il teatro di guerra nel settembre 1901 e ritornò in patria all'inizio di ottobre.
Dal 1902 al 1907 Babington prestò servizio in Nuova Zelanda come comandante della New Zealand Defence Force e divenne colonnello onorario del 5th Mounted Rifles (Otago Hussars). Dopo il ritorno in Gran Bretagna assunse il comando della Lowland Mounted Brigade dal 1908 al 1913.
All'inizio della prima guerra mondiale ricevette il comando della 23rd Division, uno dei nuovi reparti del cosiddetto Kitchener's Army, l'esercito di volontari in preparazione per rafforzare le truppe britanniche in Francia. Babington venne descritto come "un uomo anziano ma coraggioso, molto popolare tra i soldati". Sotto il suo comando la 23rd Division era considerata "una divisione efficiente e molto combattiva". Il generale era uno dei pochi ufficiali che si preoccupavano affinché i propri soldati fossero adeguatamente equipaggiati. Durante la campagna sul fronte occidentale, Babington guidò la sua divisioni nella maggior parte delle cruente e sterili battaglie della guerra di trincea, in particolare la battaglia della Somme e la Terza battaglia di Ypres.
Nel novembre 1917 il generale Babington venne inviato con la 23rd Division sul fronte italiano per fare parte, insieme ad altre cinque divisioni britanniche e cinque francesi, del corpo di spedizione trasferito d'urgenza in Italia per supportare l'alleato dopo la grave sconfitta di Caporetto. Babington prese parte con la sua divisione alla battaglia del Solstizio dell'estate 1918 prima di essere promosso al comando del XIV corpo d'armata britannico che, costituito dalla 23rd Division e dalla 7th Division, venne schierato sul Piave alle dipendenze della 10ª Armata del generale Frederick Cavan. Il generale Babington guidò con successo il XIV corpo d'armata nella decisiva battaglia di Vittorio Veneto, riuscendo ad attraversare il Piave alle Grave di Papadopoli e inseguendo le truppe austro-ungariche in rotta.
Dopo la fine della guerra, Babington divenne per un periodo il comandante delle forze britanniche in Italia prima di ritirarsi dall'esercito con il grado di tenente generale. Durante la sua carriera aveva ottenuto numerosi riconoscimenti in patria, l'Ordine del Bagno e l'Ordine di San Michele e San Giorgio, e all'estero, la Croix de guerre francese, la croce di guerra italiana, la Legion d'onore e l'Ordine militare di Savoia.
Babington visse a Pinnacle Hill, vicino Kelso, Scottish Borders; egli aveva sposato Eleanor Lawson (1868–1943), figlia di Thomas James Lawson.